# Justo Figuerola
Justo Figuerola de Estrada (Lambayeque (città), 18 giugno 1771 – Lima, 23 maggio 1854) è stato un politico peruviano.
È stato Presidente del Perù dal 16 marzo al 20 marzo 1843 e dall'11 agosto al 7 ottobre 1844.